# 삼계초등학교 (창원시)
삼계초등학교는 대한민국 경상남도 창원시에 있는 공립 초등학교이다.

## 연혁
- 1964년 11월 28일 감천국민학교 삼계분교장 설립인가
- 1967년 6월 15일 삼계국민학교 개교
- 1969년 3월 1일 원계리 본교 학구로 편입
- 1987년 3월 1일 병설유치원 개원
- 1995년 1월 1일 행정구역 개편으로 마산시 회원구 내서읍으로 주소 변경
- 1996년 3월 1일 삼계초등학교로 개칭
- 1996년 3월 13일 학교 급식 실시
- 1998년 4월 16일 신축 교사 기공식
- 1999년 2월 20일 상일초등학교에서 432명 본교 전입
- 1999년 3월 31일 신축 교사 준공
- 2000년 6월 16일 여자 탁구부 창단식
- 2002년 9월 16일 교내 방송실 개장 및 방송부 조직 (1 실 , 16 명 )
- 2004년 3월 15일 숲가꾸기 조성 공사
- 2006년 6월 30일 체육관 개관식
- 2027년 6월 15일 개교 60주년

## 참고 자료
- 삼계초등학교 - 한국교육학술정보원 학교알리미

## 출신인물
출신인물